# Algemeen Handelsblad

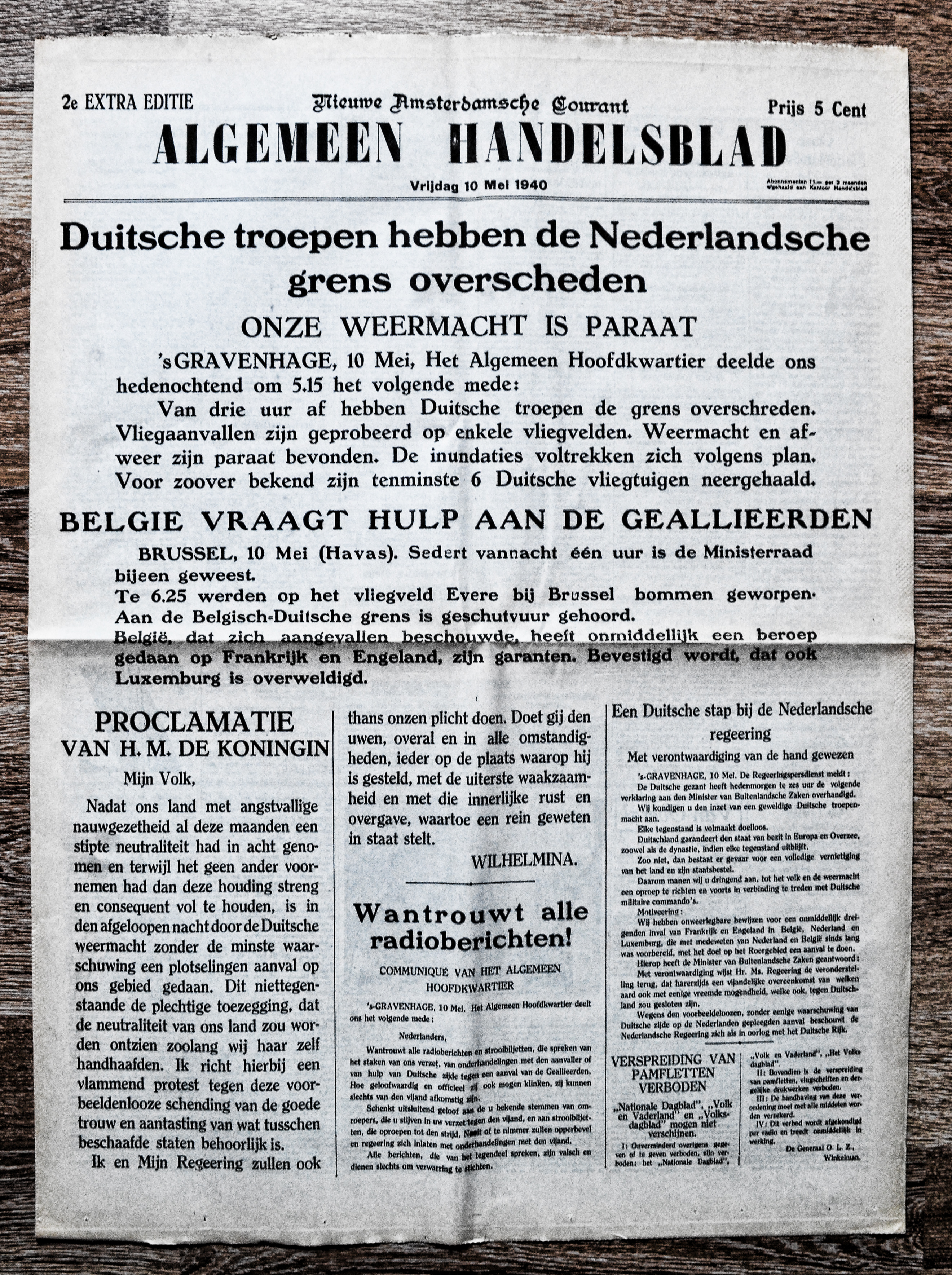
Voorpagina Nederlands dagblad Algemeen Handelsblad, 10 mei 1940

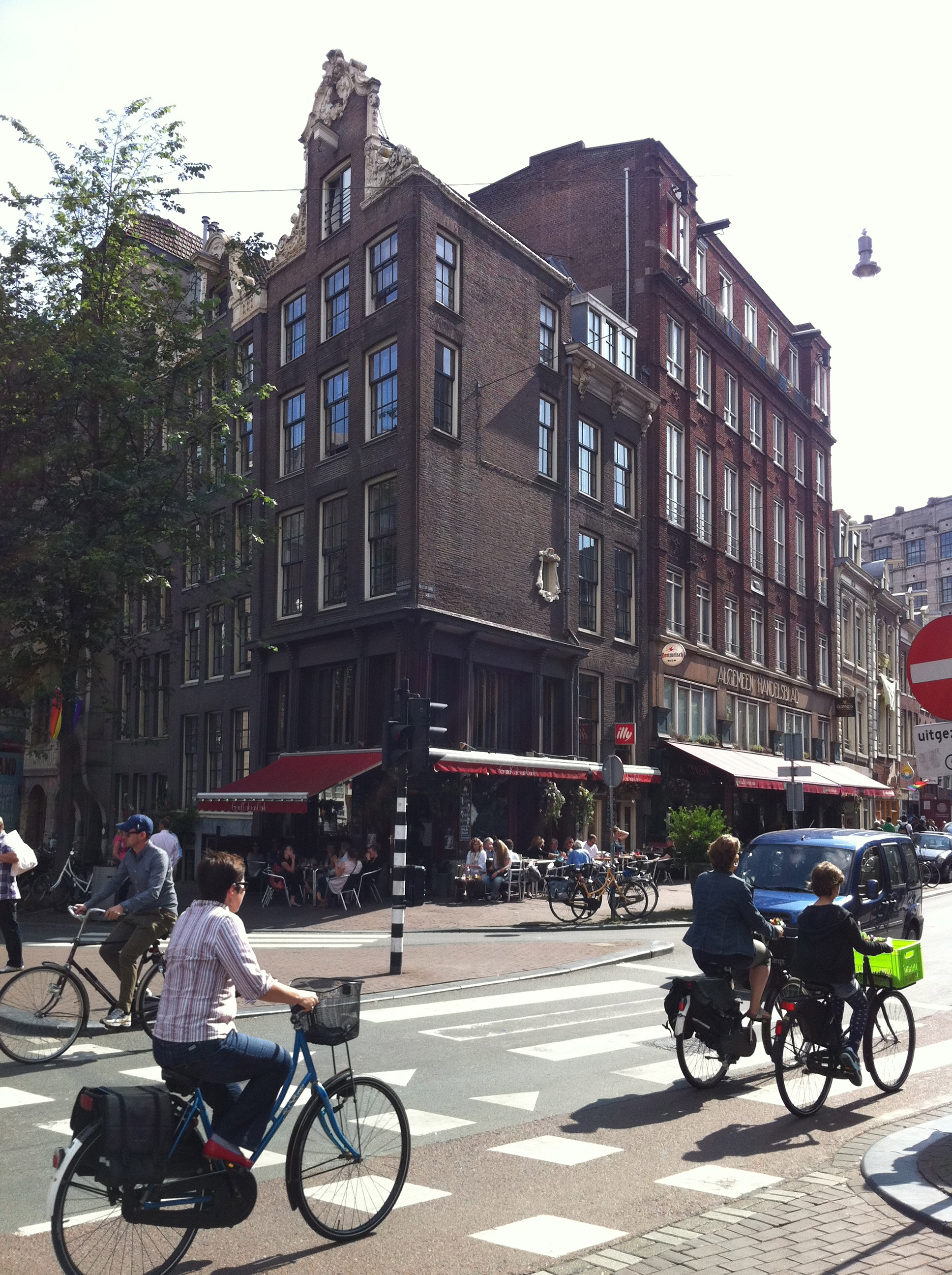
Hoekpand Paleisstraat/ Nieuwezijds Voorburgwal Amsterdam, waar het Algemeen Handelsblad begon

Het Algemeen Handelsblad was een Nederlands dagblad dat in 1828 werd opgericht door aandelenhandelaar J.W. van den Biesen. De krant, die van oorsprong liberaal, economisch gericht en Amsterdams was, ging in 1970 met de Nieuwe Rotterdamse Courant op in NRC Handelsblad.

## Oprichting

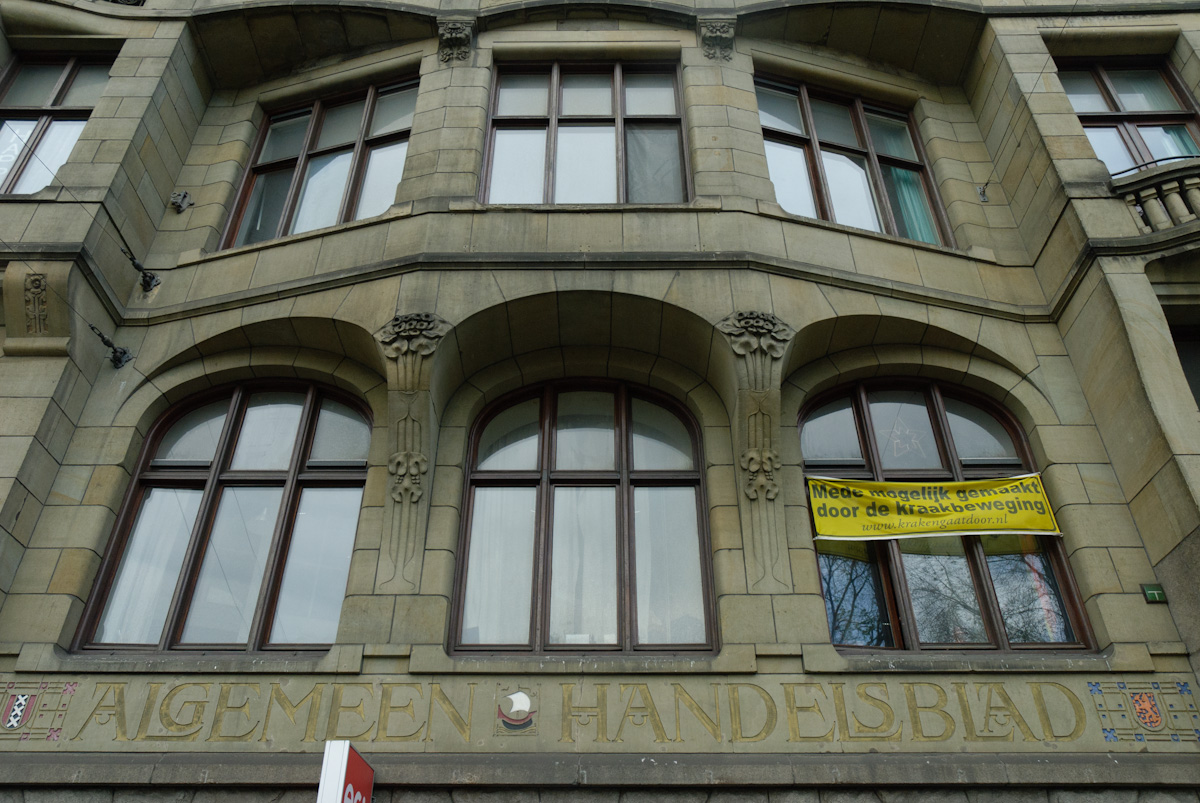
Krakersbolwerk in jaren 80

Van den Biesen werd in 1822 deelgenoot van het handelshuis J.C. Wächter. Die firma publiceerde vanaf juli 1825 een veertiendaags handelsbericht Waarenberichten, dat de initiatiefnemers beschreven als "een poging tot verbetering der economische toestand door het vermelden van handelsmededelingen". Mede door het overlijden van de oudste firmant werd in 1827 de firma geliquideerd. Daardoor hield ook Waarenberichten op te bestaan. Van den Biesen zette de gedrukte handelscirculaire voort als een op woensdag en zaterdag te verschijnen Algemeen Handelsblad. Het eerste nummer verscheen op 5 januari 1828. Vanaf 1830 was het de eerste dagelijks verschijnende Nederlandstalige krant, waarbij het ook een politieke kleuring kreeg door staatkundige ontwikkelingen.

## Groeiende invloed

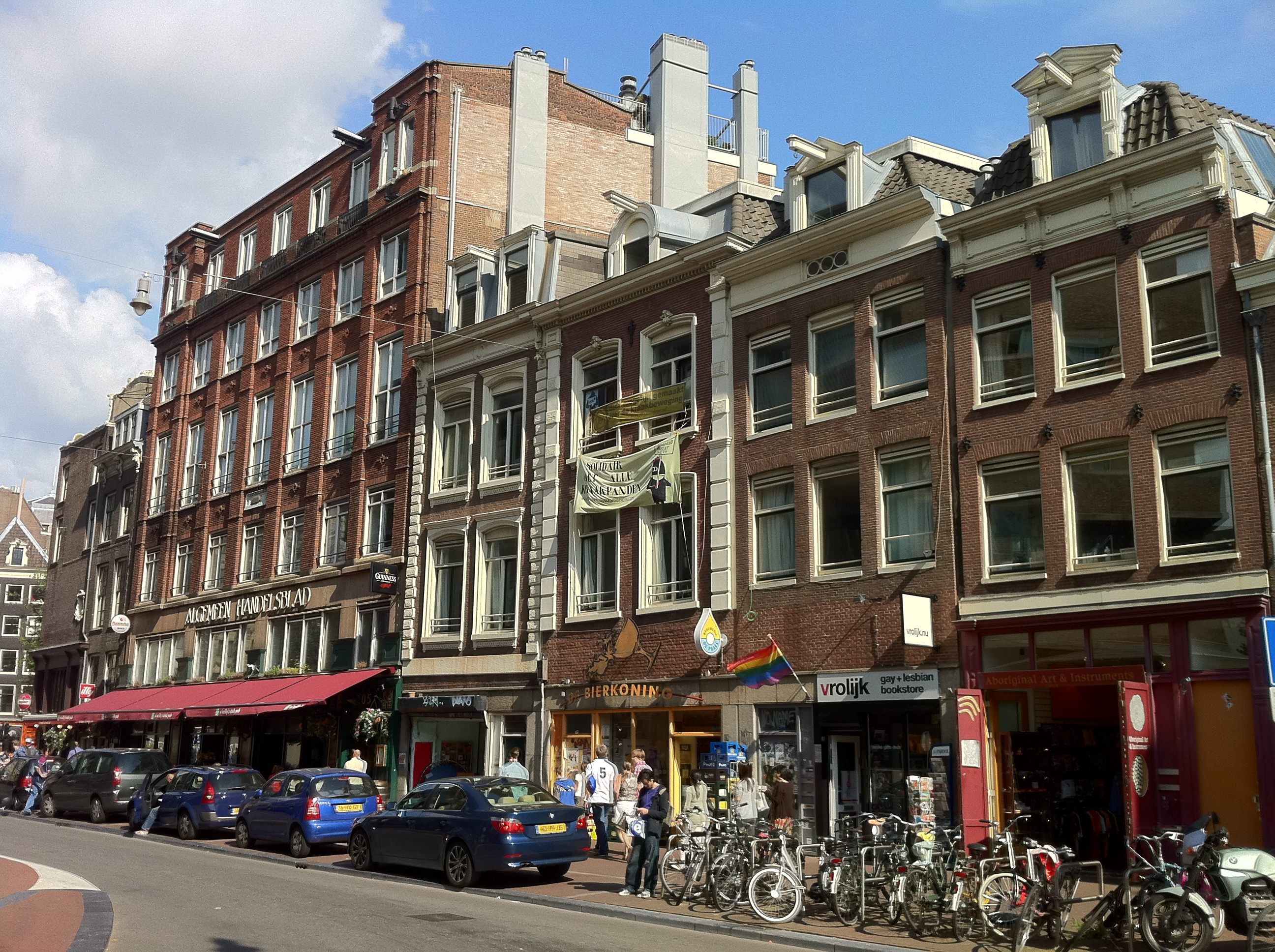
Paleisstraat Amsterdam, in juli 2011 volgens de spandoeken nog steeds bewoond door actievoerders

De krant was in de eerste plaats bedoeld voor kooplieden en bankiers. Het grootste deel van het blad bestond daarom uit berichten over benoemingen, lijsten van beursfondsen en wisselkoersen en advertenties. Daarnaast probeerde de krant om zo goed en onafhankelijk mogelijk nieuws te verslaan. Dat was nieuw voor die tijd, en afwijkend van wat men gewend was. De Nieuwe Amsterdamsche Courant bijvoorbeeld was eigendom van het gemeentebestuur, en werd alleen gevuld met artikelen die niet strijdig waren met het overheidsbelang. Het blad kreeg steeds meer statuur en invloed door scherpe gematigd liberale beschouwingen over de rijksfinanciën en de rijksbegroting, de handelspolitiek en de koloniën. De eerste jaren was het Algemeen Handelsblad gevestigd in een smal en laag pandje op de hoek van de Nieuwezijds Voorburgwal en de Paleisstraat. Dat had alles te maken met de nabijheid van de Beurs van Zocher, waar een belangrijk deel van de nieuwsberichten vandaan kwam. De nabijheid van het post-, telegraaf- en later telefoniekantoor verderop aan de Nieuwezijds Voorburgwal was ook van groot belang voor het Algemeen Handelsblad.

## Nieuwbouw

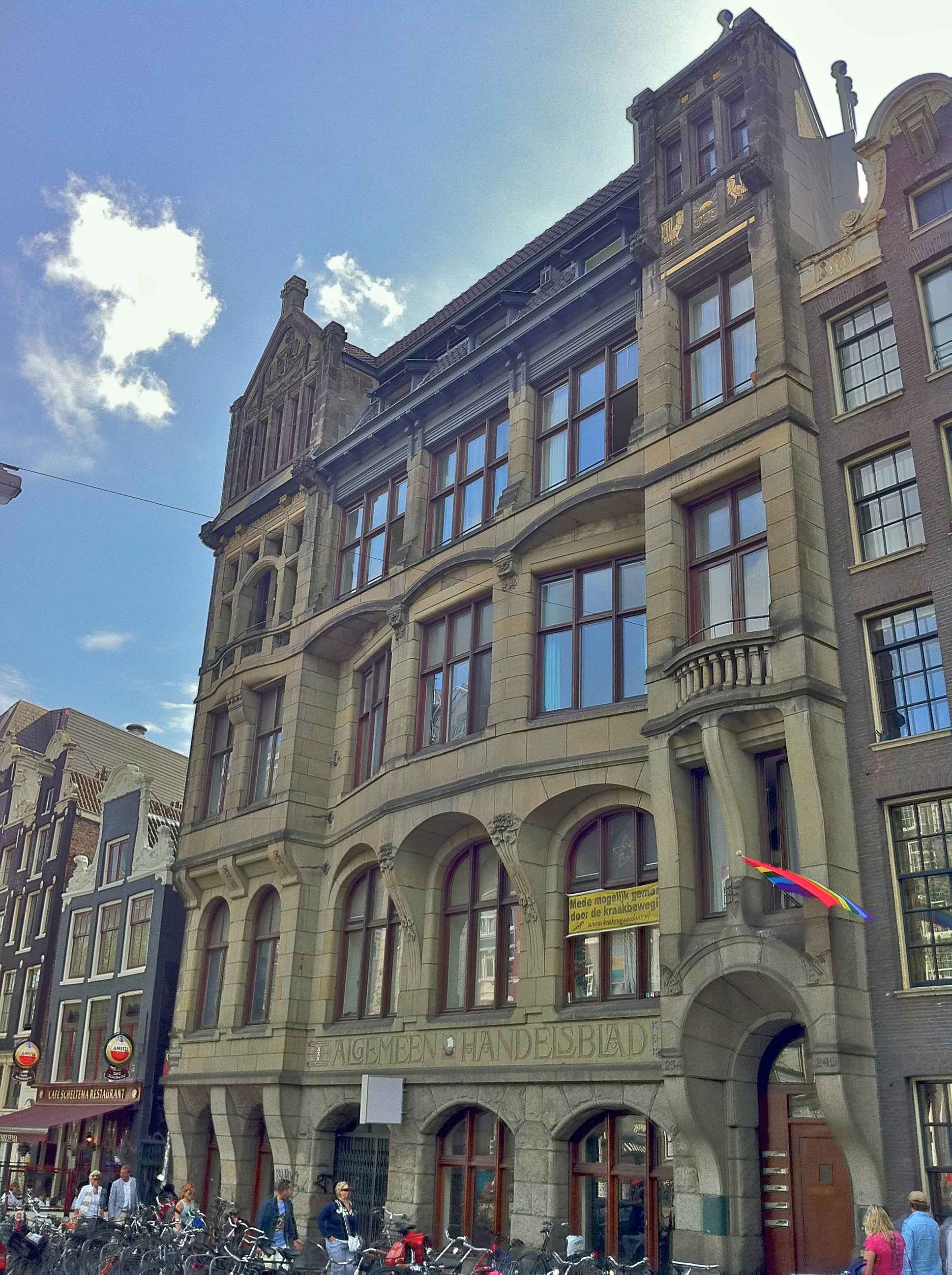
Gebouwd door Eduard Cuypers in 1903, nu sociale huurwoningen van Ymere

In 1831 fuseerde de krant met de Nieuwe Amsterdamsche Courant. Het kantoor aan de Nieuwezijds Voorburgwal werd uitgebreid met de vier panden op de nummers 234 t/m 240. Tot het einde van de 19e eeuw zetelden hierin de redactie en de administratie. In 1882 was de oplage al gegroeid naar 9000 exemplaren, waarmee het een van de grootste dagbladen van Nederland was. Een belangrijke rol bij het Algemeen Handelsblad speelde Charles Boissevain, wiens grootvader en vader ook betrokken waren bij het dagblad. Hij begon er als journalist en redacteur. In 1885 werd hij, samen met A. Polak, hoofdredacteur. Twee jaar later begon hij met zijn rubriek 'Van dag tot dag', die hem tot de bekendste journalist van Nederland zou maken. Tijdens de Tweede Boerenoorlog koos de krant de kant van de Boeren, wat bijdroeg tot verdere groei en populariteit van het Algemeen Handelsblad.

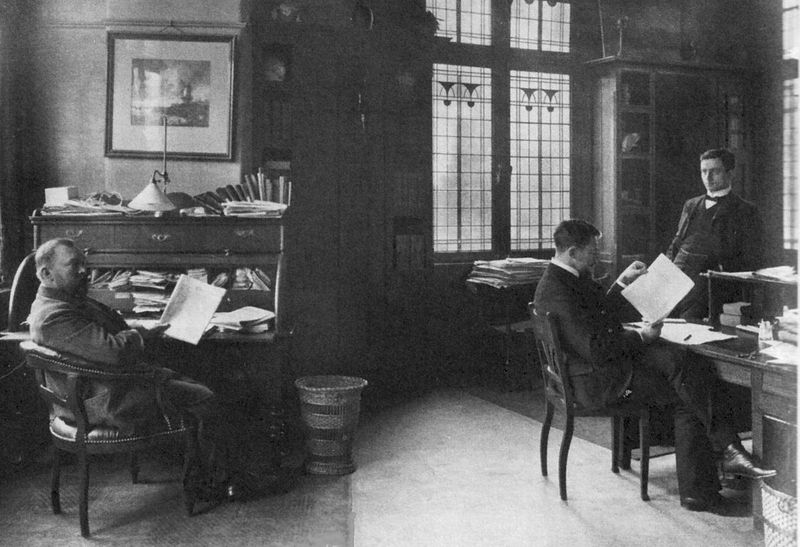
De redactie in 1904.
Uiterst rechts Max Blokzijl

Rond 1900 gingen de zaken zo voorspoedig, dat nieuwbouw noodzakelijk werd. Eduard Cuypers kreeg de opdracht een nieuw complex te ontwerpen voor de redactie, administratie en drukkerij. In 1902 werden de oude panden gesloopt. De nieuwbouw op deze plek kon in 1903 in gebruik worden genomen. De groei bleef echter doorzetten, vooral na de Eerste Wereldoorlog, waardoor stapsgewijs alle panden in het blok Keizerrijk, Spuistraat, Paleisstraat en Nieuwezijds Voorburgwal werden verworven. Dit ging vaak gepaard met sloop en nieuwbouw.
Vanaf 1931 was Daniel Johannes von Balluseck enig hoofdredacteur, na het aftreden van zittend hoofdredacteur Jan Kalff jr.. Hij zette de rechts-liberale koers van de krant voort. Hij had een grote afkeer van het opkomende nationaalsocialisme en bestreed dit dan ook in zijn artikelen.

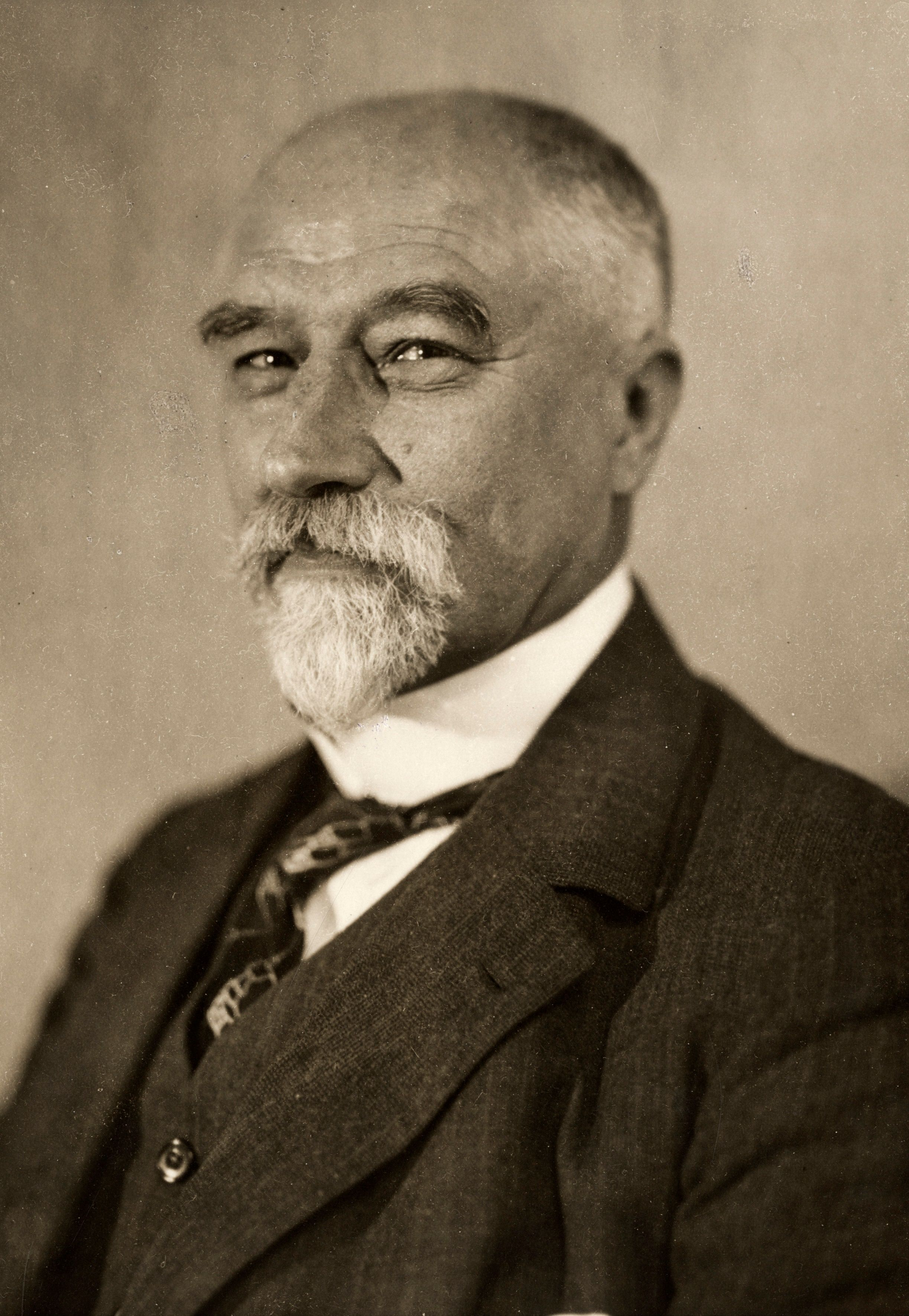
Hoofdredacteur Jan Kalff jr. in 1927

Met de directeur van het Algemeen Handelsblad, Alexander Heldring, had Von Balluseck een gespannen verhouding. De eerste meende dat de felle wijze waarop de hoofdredacteur de pro-Duitse Nationaal-Socialistische Beweging (NSB) bestreed, de krant te veel lezers kostte. Ook vond hij dat Von Balluseck overigens te weinig belangstelling voor, en kennis van, binnenlandse politiek had. De toon van de krant werd steeds meer bepaald door de directeur, die bij het Algemeen Handelsblad tevens hoofdredactionele zeggenschap had. Het conflict laaide zo hoog op dat Von Balluseck, met ingang van 1 januari 1938 uit zijn functie werd ontheven. Desalniettemin bleef hij de persoonlijke titel van "hoofdredacteur" voeren al werd zijn naam uit de kop van de krant verwijderd.
Na Heldrings dood, in september 1938, hernam Von Balluseck zijn oude functie, hoewel zijn naam pas vanaf 15 oktober 1939 weer in de kop van de krant verscheen.
Von Balluseck liet zijn medewerkers grote vrijheid in hun artikelen. Het vertrouwen dat hij zijn medewerkers schonk, werd slechts beschaamd door Max Blokzijl, correspondent te Berlijn, en Sjoerd Hoogterp, redacteur landbouw. Beide mannen kwamen na de Duitse aanval op Nederland op 10 mei 1940 openlijk voor hun lidmaatschap van de NSB uit. Blokzijl werd tijdens de bezetting de voornaamste radiopropagandist van de nazi's.

## Tijdens de oorlog
Tijdens het eerste jaar van de bezetting van Nederland door nazi-Duitsland tussen mei 1940 en mei 1945 verzette het Handelsblad zich aanvankelijk tegen elke inmenging van de bezetter. Onder Von Balluseck bleef het Algemeen Handelsblad het nationaalsocialisme bestrijden. De krant blonk uit in verbloemde anti-Duitse uitingen, door bijvoorbeeld verplichte oorlogsberichten halverwege onverwachts af te breken. Als gevolg hiervan groeide het aantal abonnees tot een ongekende hoogte: op 30 juni 1941 was dat ca. 60.000. De ergernis van de bezetter nam allengs toe, en het Handelsblad werd door de bezetter als het leidende anti-Duitse blad gezien.
Omdat verhalen de ronde deden over sabotage bij het Algemeen Handelsblad, en omdat er geen gehoor werd gegeven aan eisen om Von Balluseck te ontslaan, viel de Sicherheitspolizei op zaterdagochtend 5 juli 1941 het gebouw van de krant binnen. Redactie-archieven werden in beslag genomen en Von Balluseck en onderdirecteur A.J. Boskamp werden gearresteerd. Om te blijven verschijnen, moest de krant aan vier eisen voldoen: onmiddellijk ontslag van Von Balluseck en Boskamp; benoeming van landbouwredacteur Sjoerd Hoogterp tot waarnemend hoofdredacteur; de benoeming van de chef algemene zaken A.J. van Dijk (eveneens lid van de NSB) tot onderdirecteur en ontslag van alle Joodse personeelsleden. Directeur H.M. Planten en de raad van commissarissen gingen op de eisen in, naar eigen zeggen om de werkgelegenheid te redden voor de vierhonderd medewerkers van de krant. Meteen nadat Von Balluseck was ontslagen en Hoogterp aantrad als waarnemend hoofdredacteur, ontsloeg hij zestien redacteuren, van wie twaalf van Joodse afkomst waaronder Philip Mechanicus. Hij verving ze door medewerkers van zijn eigen politieke overtuiging. Het Algemeen Handelsblad veranderde op slag van karakter; op belangrijke redactieposten werden Duitsgezinde medewerkers aangesteld en hoofdartikelen in de door de bezetter gewenste geest vulden voortaan de krant. Een van de redacteuren met nationaalsocialistische sympathieën was bijvoorbeeld Chris de Graaff, eerst chef kunstredactie en daarna adjunct-hoofdredacteur. Ook een antisemitische schrijver als Albert Kuyle kwam op de redactie werken. De rest van de oorspronkelijke redactie moest haar weerspannige houding opgeven.
Von Balluseck werd gevangengezet in het "Oranjehotel", de gevangenis in Scheveningen. Na een maand werd hij vrijgelaten zonder aan enig verhoor te zijn onderworpen. Kort daarop (januari 1942) werd hij opnieuw gearresteerd en als gijzelaar vastgehouden in kamp Sint-Michielsgestel. In september 1944 kwam hij vrij.

## Na de oorlog

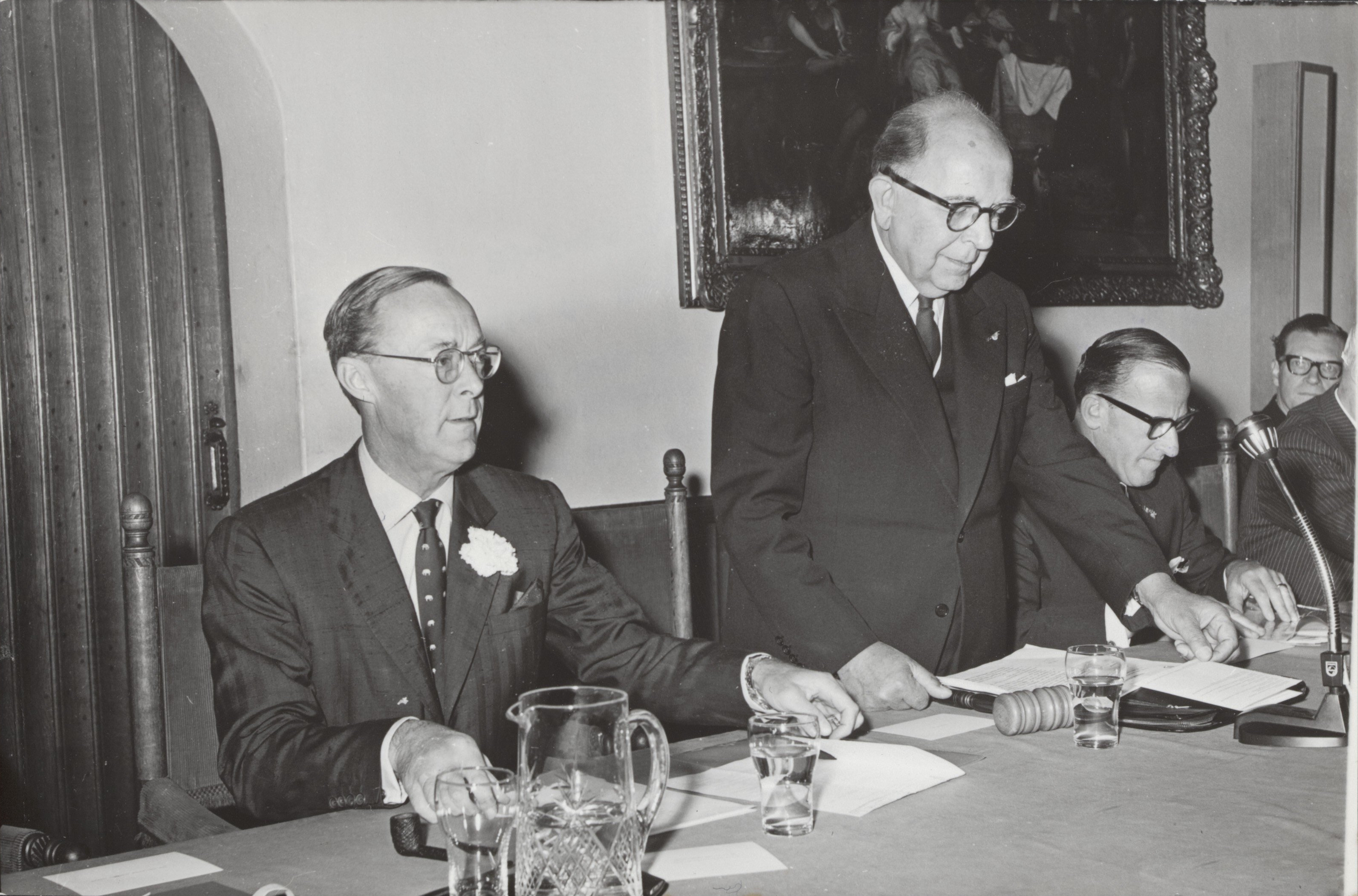
Von Balluseck (staand, 1965)

Von Balluseck moest toen nog een jaar wachten voordat hij weer een nummer van het Algemeen Handelsblad kon laten verschijnen onder zijn eigen verantwoordelijkheid. Hij keerde na de bevrijding terug op zijn post als hoofdredacteur, maar de krant kreeg een veroordeling en een verschijningsverbod als onderdeel van de perszuivering. De krant mocht na de korte straf op 1 september 1945 weer verschijnen, echter niet onder de NV Algemeen Handelsblad maar onder een stichting waarvan Dirk Stikker de voorzitter was. Von Balluseck trachtte van zijn krant een links-liberaal dagblad te maken naar voorbeeld van de toenmalige The Manchester Guardian. De traditionele lezerskring van het Algemeen Handelsblad moest echter niets hebben van enig begrip voor het Indonesische nationalisme vanuit een links-socialistische invalshoek. Von Ballusecks koerswijziging bleek niet levensvatbaar, en spoedig keerde de krant weer op het oude pad terug.

## 1945-1970
Het naoorlogse Algemeen Handelsblad verscheen precies 25 jaar. Tot de journalisten uit die periode die landelijke bekendheid verwierven als journalist of anderszins, behoorden  Hans van Mierlo, Jan Blokker en oud-hoofdredacteur Henk Hofland. Vanaf 2 december 1960 werd met de Nieuwe Rotterdamse Courant samengewerkt in het kader van de Nederlandse Dagbladunie (NDU), en vanaf begin 1970 werd gesproken over een fusie. Deze fusie, die werd ingegeven door economische motieven, werd in datzelfde jaar afgerond.
Op 1 oktober 1970 verscheen de eerste editie van NRC Handelsblad, in Amsterdam en het noorden aanvankelijk nog onder de titel Handelsblad-NRC. Economisch ging het met alle kranten slecht in die tijd. Mede door de opkomst van radio en televisie raakten kranten niet alleen lezers kwijt, maar ook adverteerders en daarmee hun inkomsten. Bovendien drukten stijgende lonen en hoge papier- en drukkosten zwaar op de begroting.

## Verhuizing naar en van Rotterdam
De redactie werd in Rotterdam gecentraliseerd, in het pand van Cuypers bleef alleen een kleine Amsterdamse redactie achter. Sinds eind jaren zeventig werd de oplage van het Algemeen Handelsblad al in Rotterdam gedrukt. De laatste redacteuren moesten per 1 januari 1977 verhuizen naar een voormalig modemagazijn aan de overkant van de Amsterdamse Nieuwezijds Voorburgwal. Van Zanten Vastgoed B.V. kocht het complex voor een bedrag ver beneden de boekwaarde, en was van plan het te gaan slopen en op deze plek nieuwe kantoren te bouwen.

## Gekraakt in 1978

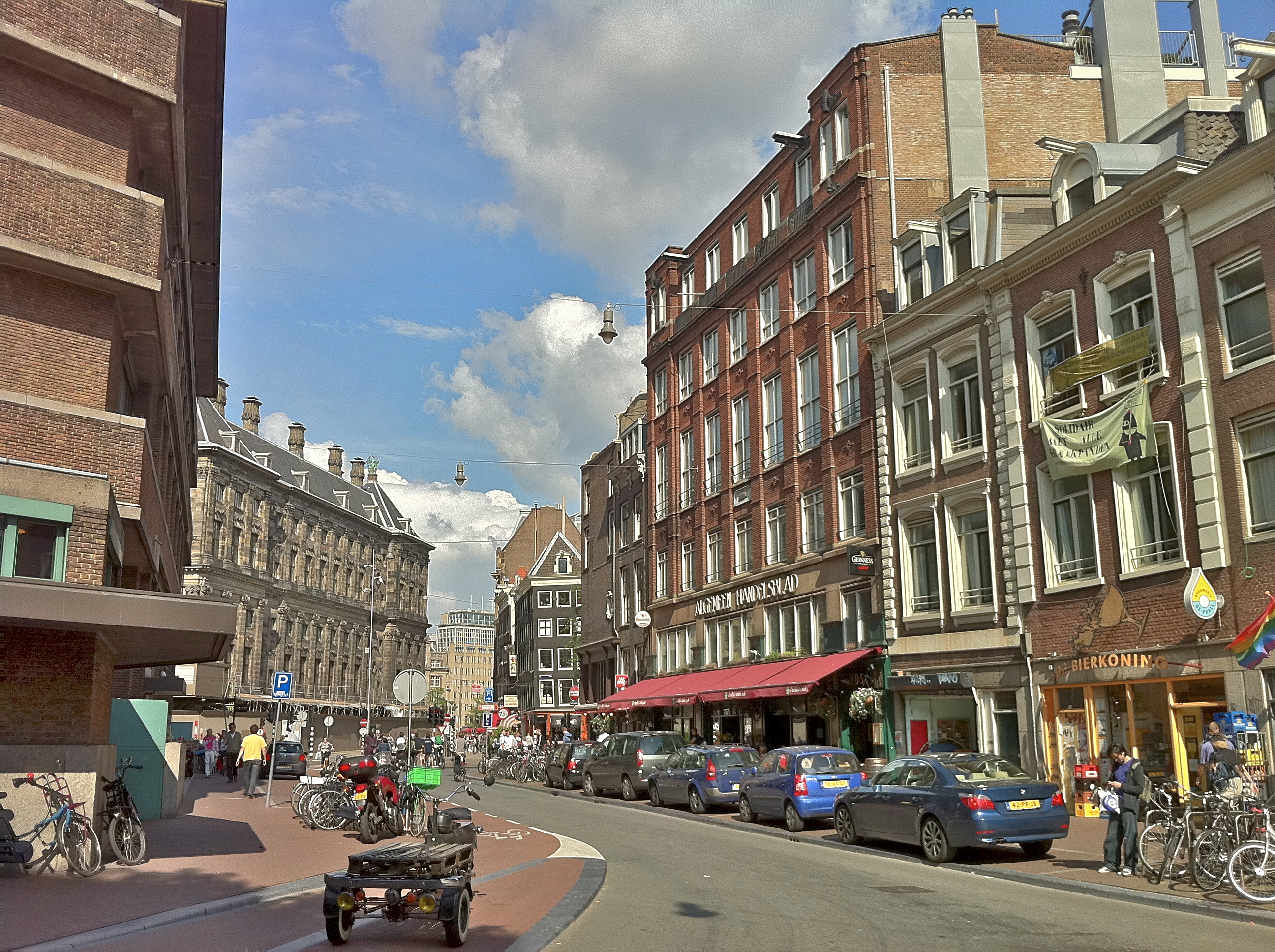
De vrees voor kroningsoproer, en de nabijheid van de Nieuwe Kerk en het Paleis op de Dam, waar de inhuldiging van Beatrix zou plaatsvinden op 30 april 1980, was extra reden voor de gemeente om het pand aan te kopen

De planologische procedures duurden echter te lang, en voordat het gesloopt kon worden, werd het complex op 3 maart 1978 gekraakt. Het complex werd daarna in gekraakte toestand doorverkocht aan Wilma Vastgoed B.V., die er winkels en appartementen wilde bouwen.
Druk van de krakers op de gemeente om het complex te kopen en mee te werken aan een alternatieve invulling met jongerenhuisvesting, ateliers, winkels en horeca, hadden in 1980 succes. Het duurde echter nog meer dan vijf jaar voordat er enige overeenstemming was tussen de gemeente en de krakers over de verbouwing en de exploitatie daarna.

## Verbouwing

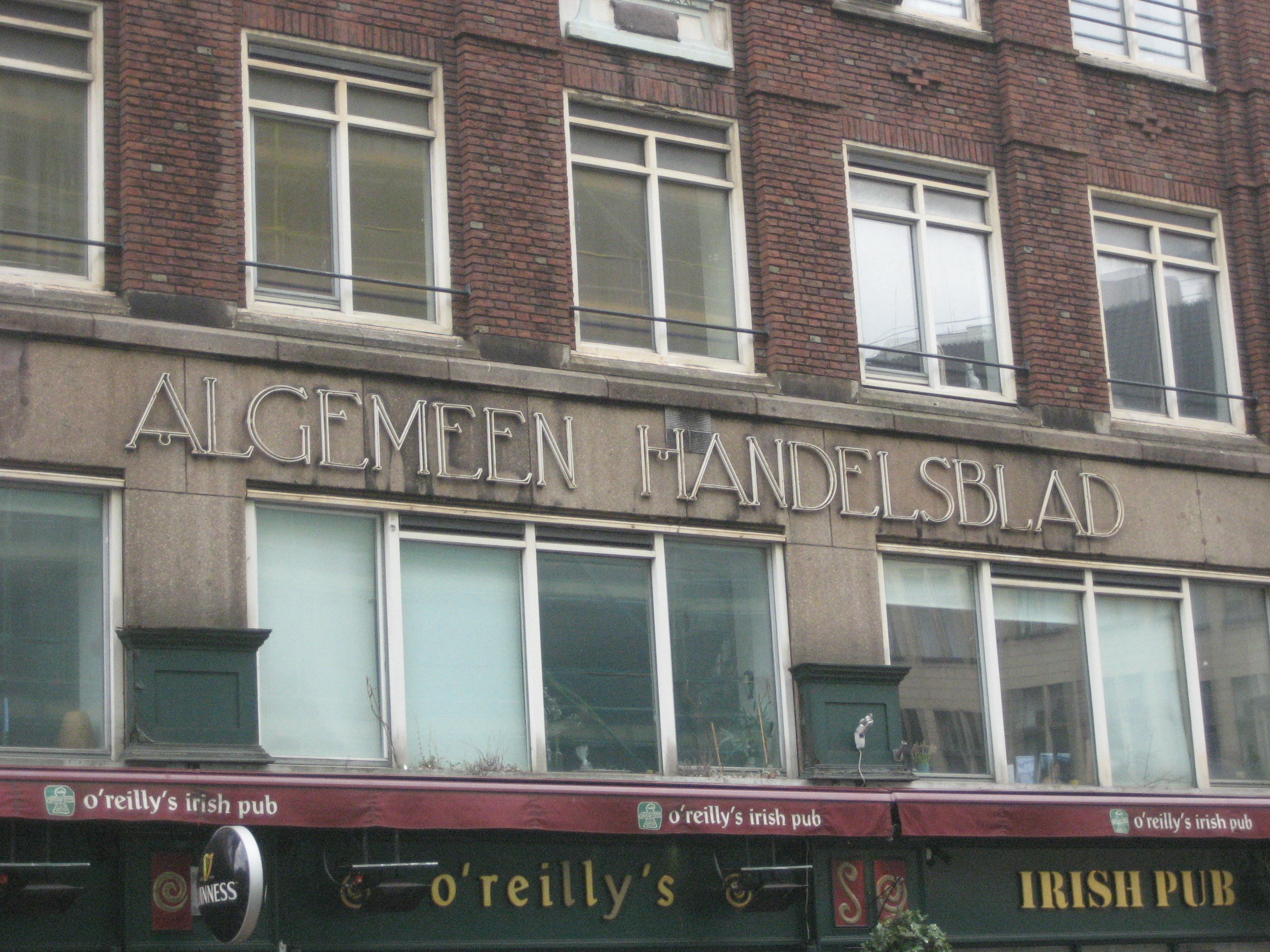
Paleisstraat

Rond mei 1985 kwamen er nood- en basisvoorzieningen: reparaties van lekkages, de isolatie van de waterleidingen, de aanleg van gas en elektra aan de Paleisstraat, en het opknappen van de trappenhuizen. De voorzieningen werden opgeleverd in november 1986: de bewoners gingen huur betalen krachtens de 81 getekende voorlopige huurcontracten. Eind 1987 werden de onderhandelingen afgesloten na veel geharrewar en spoedvergaderingen, lijmpogingen en compromisvoorstellen, ultimatums en val-dood-houdingen. Er werd besloten dat het complex zou worden verbouwd tot 87 wooneenheden en 7 werk- en winkelruimtes, waaronder Galerie K.I.S.. In 1988 begon de gemeente met de verbouwing, die in de zomer van 1990 werd voltooid. Er kwamen verschillende woongroepen met veelal onzelfstandige wooneenheden. Het complex werd op 4 september 1990 officieel geopend.

## Woningcorporatie
Het Gemeentelijk Woningbedrijf Amsterdam, dat het complex renoveerde, nieuwbouw pleegde en vanaf de tweede helft van de jaren tachtig verhuurde, werd in 1994 geprivatiseerd in de Stichting Het Woningbedrijf Amsterdam.  Tussen 2004 en 2014 fuseerde deze stichting met woningcorporaties in Amsterdam, Almere, Haarlem, Haarlemmermeer, Noord-Kennemerland en Weesp tot de huidige Stichting Ymere, waardoor een van de grootste woningcorporaties van Nederland ontstond. De woningen en bedrijfsruimten in het Algemeen Handelsblad-complex, ook wel ten onrechte NRC-Handelsblad-complex genoemd, worden daardoor tegenwoordig verhuurd door deze woningcorporatie. Een groot deel van de plint, waar horeca en winkeltjes zitten, is op een gegeven verkocht aan twee nieuwe eigenaren.

## Wetenswaardig
- Het Algemeen Handelsblad is venster nummer 25 van de Canon van Amsterdam.
- Het nummer van het Algemeen Handelsblad van 10 mei 1940, met vermelding van de Duitse inval in Nederland en België, werd in 1989 herdrukt, ditmaal op A2-formaat.[3]